# Мани бин Рабиа Аль-Мурайди
Мани бин Рабиа Аль-Мурайди (араб. مانع النابيعة المريدي; ок. 1400 – 14 августа 1463) — 1-й шейх Дирии (1446-1463), родоначальник дома Саудитов.

## Биография
Родился примерно в 1400 году в деревне аль-Дирия. Являлся членом семейства Мруда, которое являлось ветвью племени Бану Ханифа, а также является самым ранним известным предком Аль-Мугрина, семьи, от которой происходят правящие Аль-Сауды и по сей день.
Его первоначальной резиденцией была деревня ад-Дуру, недалеко от города аль-Катиф на побережье Восточной Аравии.
В "Унван аль-Маджд" летописец Ибн Бишр объяснил, что Мани аль-Мурайди, который жил в аль-Дуру, деревне недалеко от аль-Катифа в Восточной Аравии, был приглашен своим родственником Ибн Дирой из города Хаджр (Эр-Рияд) в Центральной Аравии поселиться поблизости. Ибн Дира отдал своему родственнику два феода, неких Газиабада и аль-Мулайфи, неосвоенные районы в дюжине миль вверх по течению от его собственных владений. Так возникло поселение Дурум, позднее известное как Дирия.